# Маріама Соулей Бана
Маріама Соулей Бана (21 січня 1987) — нігерська плавчиня.
Учасниця Олімпійських Ігор 2008 року.